# Dalbergia funera
Dalbergia funera är en ärtväxtart som beskrevs av Paul Carpenter Standley. Dalbergia funera ingår i släktet Dalbergia, och familjen ärtväxter. IUCN kategoriserar arten globalt som otillräckligt studerad. Inga underarter finns listade i Catalogue of Life.